# MKS MOS Interpromex Będzin w sezonie 2008/2009

## Drużyna

### Sztab
| Pierwszy trener | Albert Semeniuk |
| Drugi trener    | Paweł Sznicer   |
| Fizjoterapeuta  | Janusz Herpel   |

### Zawodnicy
| Nr | Imię i nazwisko       | Data ur.   | Wzrost | Pozycja               |
| -- | --------------------- | ---------- | ------ | --------------------- |
| 2  | Mateusz Mędrzyk       | 02.03.1988 | 194    | przyjmujący           |
| 4  | Przemysław Kasparek   | 28.01.1989 | 201    | środkowy              |
| 5  | Grzegorz Nowak        | 11.03.1975 | 200    | środkowy              |
| 6  | Damian Miller         | 30.07.1986 | 194    | przyjmujący           |
| 7  | Marcin Kantor         | 03.02.1989 | 197    | przyjmujący           |
| 8  | Mateusz Leszczawski   | 01.10.1988 | 196    | rozgrywający          |
| 9  | Albert Semeniuk       | 31.05.1967 | 198    | przyjmujący           |
| 10 | Dariusz Syguła        | 03.04.1986 | 182    | rozgrywający          |
| 11 | Bartosz Dzierżanowski | 05.09.1986 | 197    | środkowy              |
| 13 | Adam Łapuszyński      | 07.10.1986 | 197    | atakujący             |
| 14 | Michał Potera         | 06.03.1988 | 182    | libero                |
| 15 | Rafał Legień          | 24.10.1969 | 190    | przyjmujący           |
| 16 | Damian Zborowski      | 20.06.1988 | 192    | atakujący             |
| 17 | Piotr Gabrych         | 04.07.1972 | 198    | przyjmujący/atakujący |

## Transfery

### Przyszli
| Imię i nazwisko     | Poprzedni klub               |
| ------------------- | ---------------------------- |
| Przemysław Kasparek | Delic-Pol Norwid Częstochowa |
| Rafał Legień        | Płomień Sosnowiec            |
| Piotr Gabrych       | Resovia Rzeszów              |

### Odeszli
| Imię i nazwisko | W klubie od | Nowy klub        |
| --------------- | ----------- | ---------------- |
| Emil Siewiorek  | 2007        | Krispol Września |
| Jacek Pić       | 2007        | Olimpia Sulęcin  |
| Jonasz Biegun   | 2006        | Karpaty Krosno   |

## Rozgrywki

### Liga

#### Runda zasadnicza
| Data       | Przeciwnik               | Wynik                                   | Miejsce                                 |
| ---------- | ------------------------ | --------------------------------------- | --------------------------------------- |
| 27.09.2008 | GTPS Gorzów Wielkopolski | 3:1 (14:25, 26:24, 25:23, 25:14)        | Hala Łagisza, Będzin                    |
| 04.10.2008 | Avia Świdnik             | 3:0 (25:17, 25:19, 25:18)               | Hala PZL, Świdnik                       |
| 11.10.2008 | BBTS Bielsko-Biała       | 3:2 (25:23, 23:25, 25:21, 20:25, 15:11) | Hala Łagisza, Będzin                    |
| 18.10.2008 | Energetyk Jaworzno       | 1:3 (25:22, 19:25, 23:25, 24:26)        | Hala Łagisza, Będzin                    |
| 25.10.2008 | MKS Orzeł Międzyrzecz    | 1:3 (25:16, 19:25, 19:25, 20:25)        | Hala Łagisza, Będzin                    |
| 15.11.2008 | Pronar Parkiet Hajnówka  | 1:3 (21:25, 27:29, 17:25, 26:28)        | Hala sportowa przy LO, Hajnówka         |
| 22.11.2008 | SMS PZPS Spała           | 3:0 (25:20, 25:23, 25:16)               | Hala Łagisza, Będzin                    |
| 29.11.2008 | AZS Stal Nysa            | 0:3 (18:25, 22:25, 28:30)               | Hala sportowa AZS, Nysa                 |
| 06.12.2008 | Gwardia Wrocław          | 3:2 (25:22, 22:25, 26:28, 25:21, 15:10) | Hala Łagisza, Będzin                    |
| 13.12.2008 | Siatkarz Wieluń          | 1:3 (25:23, 17:25, 15:25, 23:25)        | Hala WOSiR, Wieluń                      |
|            |                          |                                         |                                         |
| 20.12.2008 | GTPS Gorzów Wielkopolski | 2:3 (25:23, 17:25, 26:24, 24:26, 11:15) | Hala ZSTiO, Gorzów Wielkopolski         |
| 03.01.2009 | Avia Świdnik             | 0:3 (17:25, 20:25, 19:25)               | Hala Łagisza, Będzin                    |
| 10.01.2009 | BBTS Bielsko-Biała       | 3:0 (25:21, 25:16, 25:16)               | Hala OSR Victoria, Bielsko-Biała        |
| 17.01.2009 | Energetyk Jaworzno       | 3:0 (26:24, 25:22, 25:23)               | Hala MCKiS, Jaworzno                    |
| 24.01.2009 | MKS Orzeł Międzyrzecz    | 3:0 (25:22, 25:23, 25:23)               | Hala MOSiW, Międzyrzecz                 |
| 07.02.2009 | Pronar Parkiet Hajnówka  | 1:3 (25:21, 25:17, 23:25, 25:21)        | Hala Łagisza, Będzin                    |
| 14.02.2009 | SMS PZPS Spała           | 3:0 (25:16, 25:23, 25:22)               | Ośrodek Przygotowań Olimpijskich, Spała |
| 21.02.2009 | AZS Stal Nysa            | 1:3 (25:19, 22:25, 19:25, 24:26)        | Hala Łagisza, Będzin                    |
| 28.02.2009 | Gwardia Wrocław          | 3:0 (25:22, 25:12, 28:26)               | Hala Gwardii, Wrocław                   |
| 07.03.2009 | Siatkarz Wieluń          | 1:3 (23:25, 25:22, 21:25, 20:25)        | Hala Łagisza, Będzin                    |

#### Play-out
| Data       | Przeciwnik         | Wynik                     | Miejsce              |
| ---------- | ------------------ | ------------------------- | -------------------- |
| 14.03.2009 | Energetyk Jaworzno | 0:3 (25:27, 17:25, 22:25) | Hala Łagisza, Będzin |
| 21.03.2009 | Energetyk Jaworzno | 0:3 (22:25, 17:25, 18:25) | Hala MCKiS, Jaworzno |

### Puchar Polski
| Data       | Przeciwnik      | Wynik                     | Miejsce              |
| III runda  | III runda       | III runda                 | III runda            |
| ---------- | --------------- | ------------------------- | -------------------- |
| 15.10.2008 | Siatkarz Wieluń | 0:3 (18:25, 23:25, 16:25) | Hala Łagisza, Będzin |

### Bilans spotkań
| Rozgrywki        | Ogólnie | Ogólnie | Ogólnie | Ogólnie | Ogólnie | U siebie | U siebie | U siebie | U siebie | U siebie | Na wyjeździe | Na wyjeździe | Na wyjeździe | Na wyjeździe | Na wyjeździe | Miejsce |
| Rozgrywki        | R       | W       | P       | Sety    | Sety    | R        | W        | P        | Sety     | Sety     | R            | W            | P            | Sety         | Sety         | Miejsce |
| ---------------- | ------- | ------- | ------- | ------- | ------- | -------- | -------- | -------- | -------- | -------- | ------------ | ------------ | ------------ | ------------ | ------------ | ------- |
| runda zasadnicza | 20      | 10      | 10      | 39      | 35      | 10       | 4        | 6        | 17       | 23       | 10           | 6            | 4            | 22           | 12           | 8.      |
| play-out         | 2       | 0       | 2       | 0       | 6       | 1        | 0        | 1        | 0        | 3        | 1            | 0            | 1            | 0            | 3            | 10.     |
| puchar           | 1       | 0       | 1       | 0       | 3       | 1        | 0        | 1        | 0        | 3        | 0            | 0            | 0            | 0            | 0            | III r.  |
| Razem            | 23      | 10      | 13      | 39      | 44      | 12       | 4        | 8        | 17       | 29       | 11           | 6            | 5            | 22           | 15           |         |